# 西斯汀小堂

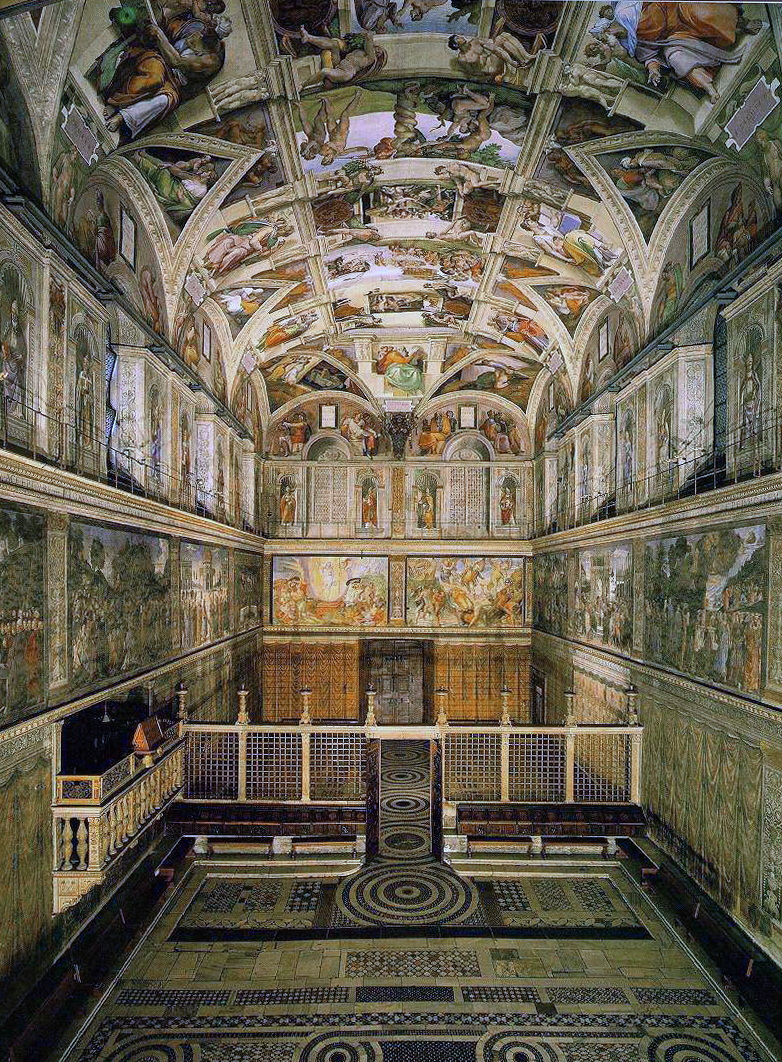
教堂內景

|  |

西斯汀小堂（拉丁語：Sacellum Sixtinum；義大利語： [kapˈpɛlla siˈstiːna]；也稱為西斯汀禮拜堂、西斯汀教堂）是一座位於梵蒂岡宗座宮內的天主教小堂，緊鄰聖伯多祿大殿，該禮拜堂最初被稱為大禮拜堂（Cappella Magna），得名於教宗思道四世（西斯篤四世），該建築於1473年至1481年間建造。從那時起，該小堂一直是教宗進行宗教和公務活動的場所，至今，該建築是教宗选举的舉辦地，西斯汀小堂的特徵主要在於裝飾內部的壁畫，尤其米開朗基羅所繪《創世記》穹頂畫和壁畫《最後的審判》而聞名。
在西斯篤四世統治期間，包括桑德罗·波提切利、彼得羅·佩魯吉諾、平圖里基奧、多米尼哥·基蘭達奧和科西莫·羅塞利在內的文藝復興時期畫家團隊於建築內創作了一系列壁畫，描繪了梅瑟的生平和基督的生平，小堂中的壁畫在教宗思道四世治下的1482年完成。1483年8月15日，教宗思道四世在這裡舉行了第一場聖母升天節的彌撒，並決定這裡將要獻給聖母瑪利亞。
1508年至1512年間，在教宗儒略二世贊助下，米開朗基羅繪製了教堂的天花板，這項工程改變了西方藝術的進程，被認為是人類文明的重大藝術成就之一。在經歷羅馬不同的政治變遷以及羅馬大劫後，米開朗基羅於1535年至1541年返回，並為教宗克勉七世和保羅三世繪製了《最後的審判》 。自從米開朗基羅的畫作問世以來，西斯汀小堂便吸引了眾多遊客前來參觀，使其成為梵蒂岡最受歡迎的景點以及象徵，並連同整個梵蒂岡城列入世界文化遺產。

## 歷史
由教宗西斯篤四世發起創建，教堂名「西斯汀」即來源於教宗之名「西斯篤」。教堂始建於1445年。1481年完工後，波提切利等文藝復興初期畫家以耶穌基督為題目創作了一批壁畫。後來根據教宗儒略二世的命令由米開朗基羅繪製天花板和剩下的壁畫。 牆上的壁畫取《舊約·聖經》為題材，正面是《最後的審判》，右側是《基督傳》，左側以《摩西傳》為主題。天花板的中央是《舊約·聖經》的創世紀，畫有預言者、巫女的像。最著名是《創造亞當》、《原罪與流放樂園》、《諾亞方舟》。1483年，在此舉行過西斯篤四世的聖體告別。起初穹頂繪有天空的圖案。教堂長40.25公尺，寬13.41公尺，高20.73公尺。依照《列王紀》第6章所描述的所羅門王神殿比例（60：20：30）所建。

## 穹頂畫
教宗西斯篤四世之侄教宗儒略二世於1506年命米開朗基羅繪製。對於喜歡自稱為雕刻家的米開朗基羅來說，雖非本願，但1508年開始設計創作此畫，從教堂內腳手架設置，到設計創作，均為單獨一人創作。1512年完成。穹頂中心描繪了舊約中創世紀的9個場景。場面宏大，氣勢恢宏，人物眾多。是米開朗基羅的代表作。
在米開朗基羅創作途中曾前來觀摩的拉斐爾深受此畫影響，他當時正在創作壁畫《雅典學院》。
畫面分成兩部分，繪有上帝創造世界的9個場景，即《劃分光暗》、《創造日月》、《劃分水陸》、《創造亞當》、《創造夏娃》、《逐出樂園》、《挪亞方舟》、《挪亞獻祭》、《挪亞醉酒》。房頂與牆壁連接處的弧面為另一部分，分別繪有耶穌的祖先等。

## 祭壇畫
20年後，教宗克勉七世聘請米開朗基羅設計創作祭壇背面的最後的審判。克勉七世死後，由其繼承者教宗保祿三世接續。創作時間為1535年至1541年。以《瑪竇福音》中描述的“最後的審判”為題材的作品。大體上分為四個階層，從最上層開始，分別描繪有，天使群像，耶穌基督為中心的天堂，被拖入地獄的人群，地獄。米開朗基羅「地獄」部分的創作，靈感來源於但丁敘事詩《神曲》之地獄篇。米開朗基羅的作品給觀者帶來了震撼的效果，同時因為描繪了眾多裸體人像，被當時很多人抵制，保祿三世死後，裸體的陰部被加繪上了遮羞布等。

## 修復
西斯汀小堂作為一個宗教儀式舉行地，常年受蠟燭等燻染，穹頂畫和壁畫受到了很嚴重的破壞，近年來的修復工作使得穹頂畫和壁畫重現了繪製當時的鮮艷色彩，一部分的遮羞布也被除去，還原了當時的本來面目。

## 外部連結
- Vatican Museums Online: Sistine Chapel （页面存档备份，存于） A virtual detailed tour of the frescoes and panels
- High-resolution interactive virtual tour of the Sistine Chapel （页面存档备份，存于）
- Zoomable Panoramic View of the Sistine Chapel (HTML5)
- The Devilish Chapel of Michelangelo （页面存档备份，存于）
- Web Gallery of Art: Visit to the Sistine Chapel in Vatican （页面存档备份，存于）
- BBC News: Sistine Chapel Restored (1999) （页面存档备份，存于）
- The Restoration of the Sistine Chapel: Right or Wrong?
- www.christusrex.org Capella Sistina Master Plan & Pictures

Template:羅馬地標